# Tibidabo Edicions
Tibidabo Edicions fue fundada en 1984 en Barcelona. La editorial tiene varias líneas de publicación, entre las que destaca la dedicada a la divulgación de la Ciencia y la Tecnología con obras dirigidas, especialmente, al apoyo de la enseñanza en Primaria y Secundaria. También tiene una línea de obras en el ámbito de la psicología, como apoyo a los educadores de jóvenes en este ámbito. Las obras se han editado en castellano, catalán y, en algunos casos, también en euskera y gallego.
Tibidabo Edicions ha publicado libros de autores como Ramón Trías Fargas (Narración de una asfixia premeditada-Las finanzas de la Generalitat. Colección Cal Saber, 1985), y Carles Gasòliba (El Parlamento Europeo, 1986). La editorial publicó en 1992 el libro Ramblejar, obra de S. Soler, S. Mateu y M. Alcocer, que en 1992 se colocó entre los libros de no ficción más vendidos en catalán.
Antoni Comas i Planas, director de Tibidabo Edicions, fue elegido en 2005 como presidente del Gremi d'Editors de Cataluña, cargo que mantuvo hasta el 1 de enero de 2011.